# Intelligenzaktion Masowien
Intelligenzaktion Masowien (pol. Akcja Inteligencja – Mazowsze) – kryptonim regionalnej akcji specjalnej przeprowadzonej przez Niemców w okupowanej Polsce w ramach tzw. Intelligenzaktion – Akcji Inteligencja, będącej częścią wielkiego Generalnego Planu Wschodniego. Akcja ta wymierzona była w polską elitę intelektualną mieszkającą w regionie mazowieckim. Miała ona na celu jej całkowitą eliminację i była pierwszym krokiem do germanizacji tego regionu Polski po klęsce wrześniowej. Wymordowano w niej ok. 6 700 polskich intelektualistów, urzędników oraz duchownych, głównie z miast: Ostrołęka, Wyszków, Ciechanów, Wysokie Mazowieckie, Łomża (egzekucji dokonywano m.in. w Giełczynie pod Łomżą). Akcję rozpoczęto jesienią 1939 roku, a zakończono wiosną 1940.